# Логвиненко, Пётр Васильевич
Пётр Васи́льевич Логвине́нко (2 июня 1908 — 27 января 1993) — советский офицер-политработник, участник Гражданской, Великой Отечественной и Советско-японской войн.
Во время Великой Отечественной войны в 1941 году отличился в боях под Волоколамском и в боях за станцию Крюково на Ленинградском шоссе.

## Биография
Пётр Васильевич Логвиненко родился 2 июня 1908 года в станице Кореновской Кубанской области, ныне Краснодарского края (по другим данным — в станице Пищеноковка Белоглинского района Ставропольского края). Украинец.
С 11 лет — разведчик в отряде Красной армии, самообороны, станицы Кореновской от белогвардейцев. Воевал в Выселковском полку бригады Кочубея вместе со своим отцом Василием и дядей Кондратием, погибшими в бою. Был контужен и обморожен, лежал в Астраханском госпитале, находился в маршевых ротах в Саратове, Камышине, Царицыне (ныне Волгоград).
В 1920 году был демобилизован из РККА и вернулся в родную станицу. Тем временем, дома считался пропавшим без вести.
В 1930 году поступил в Краснодарский политехнический институт, после окончания которого в 1934 году работал в народном комиссариате в республиках Средней Азии. Член ВКП(б)/КПСС с 1930 года.
В 1936 году призван в РККА и назначен старшим инструктором политотдела 68-й горнострелковой дивизии. Окончил Военную академию имени М. В. Фрунзе, служил в Ашхабаде.
После начала Великой Отечественной войны батальонный комиссар П. В. Логвиненко направлен военным комиссаром во вновь сформированный 1073-й Талгарский полк 316-й стрелковой дивизии. После учений в октябре 1941 года дивизия была направлена на Западный фронт, и полк занял оборонительные позиции под Волоколамском. В один из первых дней разведгруппа под его командованием взяла пленного на шоссе Калинин — Ржев неподалёку от селения Середа. За проявленный личный героизм в боях 28—30 октября в районе Волоколамска П. В. Логвиненко был награждён вторым орденом Красного Знамени. По его инициативе у 1073-го стрелкового полка также появилось своё боевое знамя.
С началом немецкого наступления под Москвой дивизия отступала с боями от Волоколамска на восток. Не удалось остановить противника и у разъезда Дубосеково, где бой 4-й роты 2-го батальона 1075-го стрелкового полка под командованием капитана П. М. Гундиловича и политрука В. Г. Клочкова вошёл в историю как подвиг 28 панфиловцев. По воспоминаниям П. В. Логвиненко, 16 ноября 1941 года стал днём массового героизма воинов 316-й стрелковой дивизии: «О дивизии судили по подвигу 28 героев. Я опубликовал статью в „Красной Звезде“ и доказал, что дело не только в 28. … В дивизии не было подразделения, которые бы чем-то отличалось по своему мужеству и стойкости. В одинаковой степени все стойко дрались. 28 героев вели бой в Дубосеково. Тут фактически не 28, а вели бой 3 роты, из которых выделились 28.» За отличие в сдерживающих оборонительных боях дивизия была награждена 17 ноября орденом Красного Знамени, а 18 ноября преобразована в 8-ю гвардейскую стрелковую дивизию.
В общем итоге, в результате боёв 16-20 ноября на Волоколамском направлении 316-я (8-я гвардейская) стрелковая дивизия вместе с другими частями и соединениями 16-й армии (кавалерийская группа Доватора и 1-я гвардейская танковая бригада) задержали наступление 46-го моторизованного корпуса (генерал танковых войск фон Фитингхоф, 5-я и 11-я танковые дивизии) и 5-го армейского корпуса (генерал пехоты Руофф, 2-я танковая, 35-я и 106-я пехотные дивизии). Затем, после трёх дней боёв 26—28 ноября немецким частям удалось сбить советские части со следующего Истринского рубежа, но темп наступления окончательно замедлился.
Для устранения критической ситуации в районе Солнечногорска советским командованием были переброшены силы с временно затихших участков. В частности, 26 ноября, 8-я гвардейская стрелковая дивизия также была переброшена на Ленинградское шоссе в район деревни Крюково (ныне в составе города Зеленограда). 30 ноября Красная Армия перешла в атаку по всему рубежу обороны 16-й армии. Особенно жестоко стороны сражались за деревни Крюково и Пешки, в частности, Крюково переходила из рук в руки восемь раз; деревня была превращена вермахтом в опорный пункт с дотами и танковыми засадами.
В один из критических моментов боя, после ранения командира 1073-го Талгарского полка Бауыржана Момыш-Улы, комиссар П. В. Логвиненко принял командование полком на себя. А 7 декабря 1941 года деревня Крюково была освобождена от немецких войск.

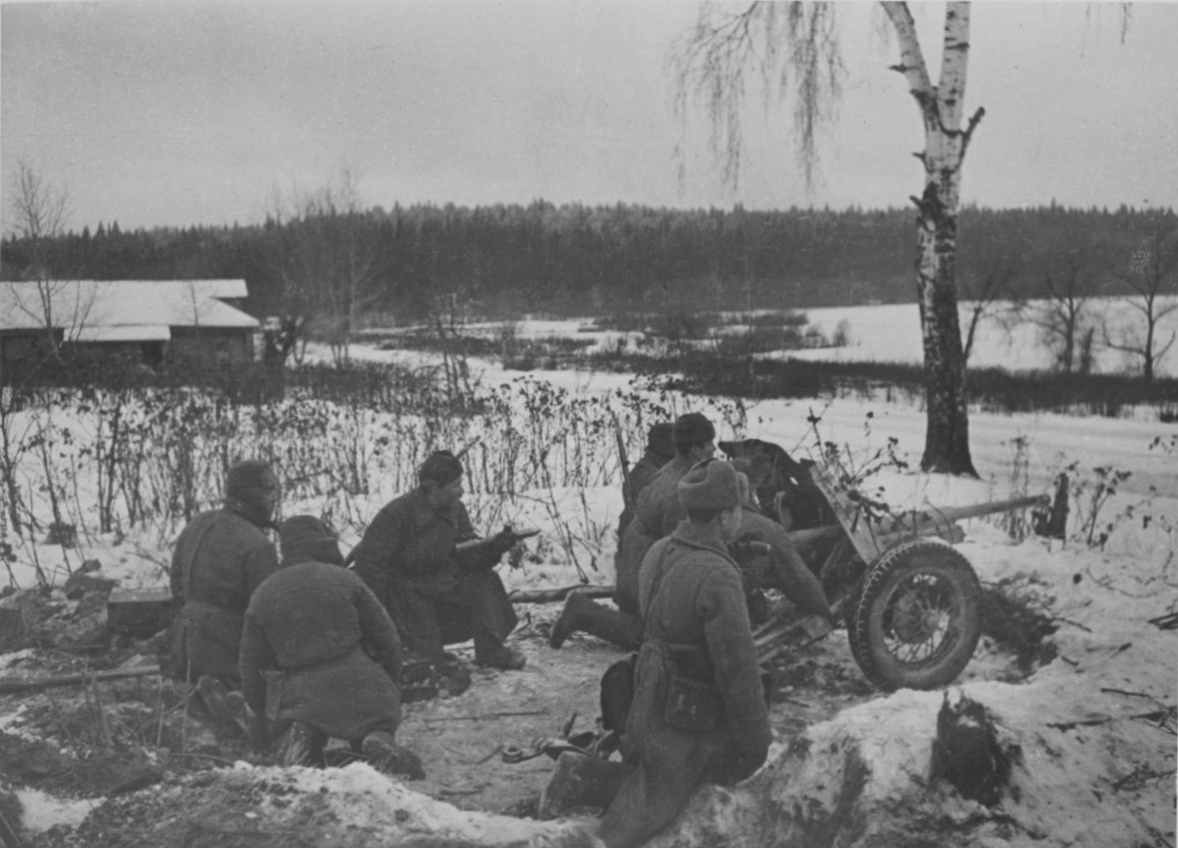
Расчёт 45-мм противотанковой пушки 53-К на окраине деревни под Москвой (ноябрь — декабрь 1941)
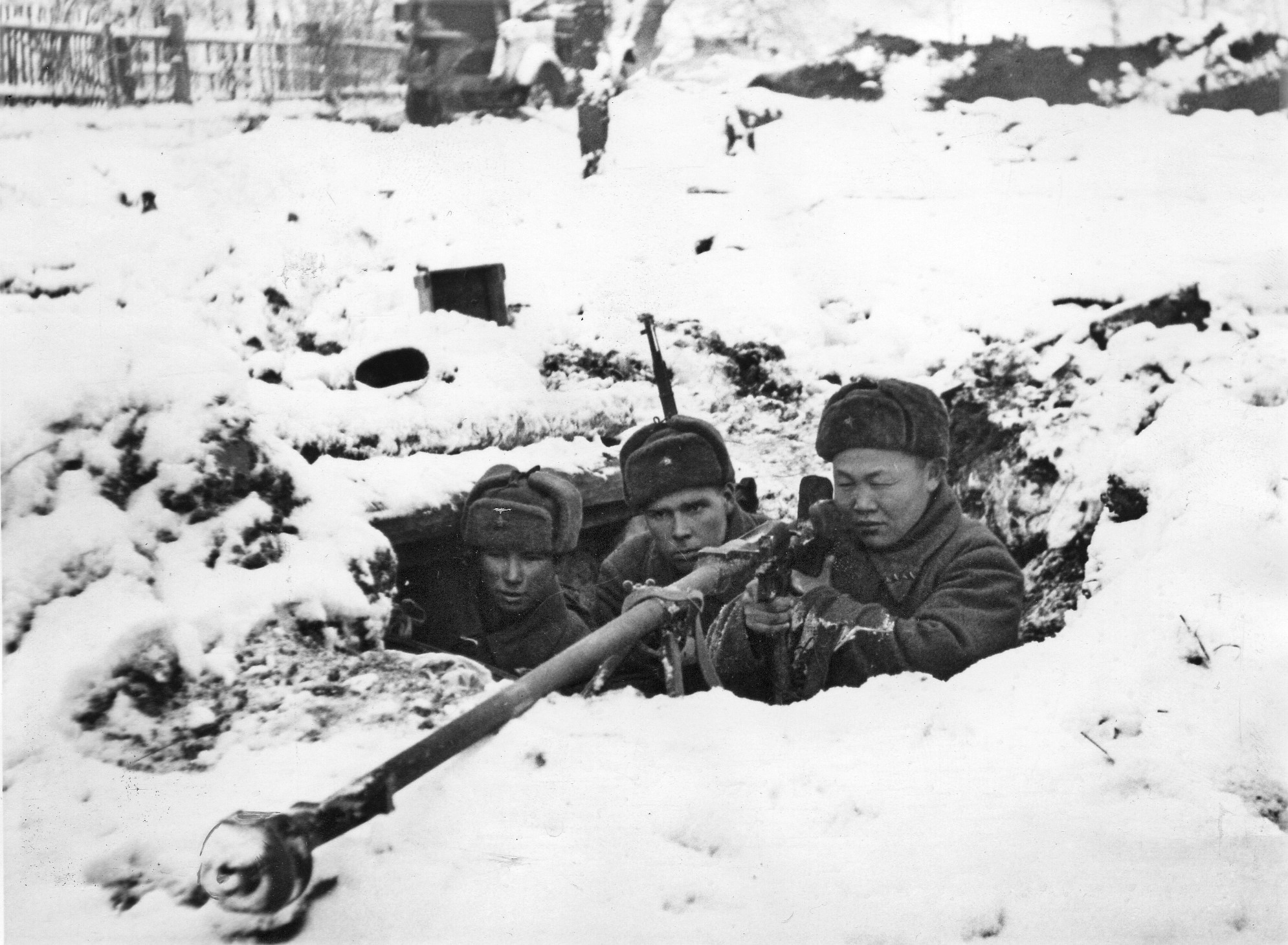
Расчёт противотанкового ружья ПТРД-41 на позиции во время битвы за Москву. Московская область (зима 1941—1942)
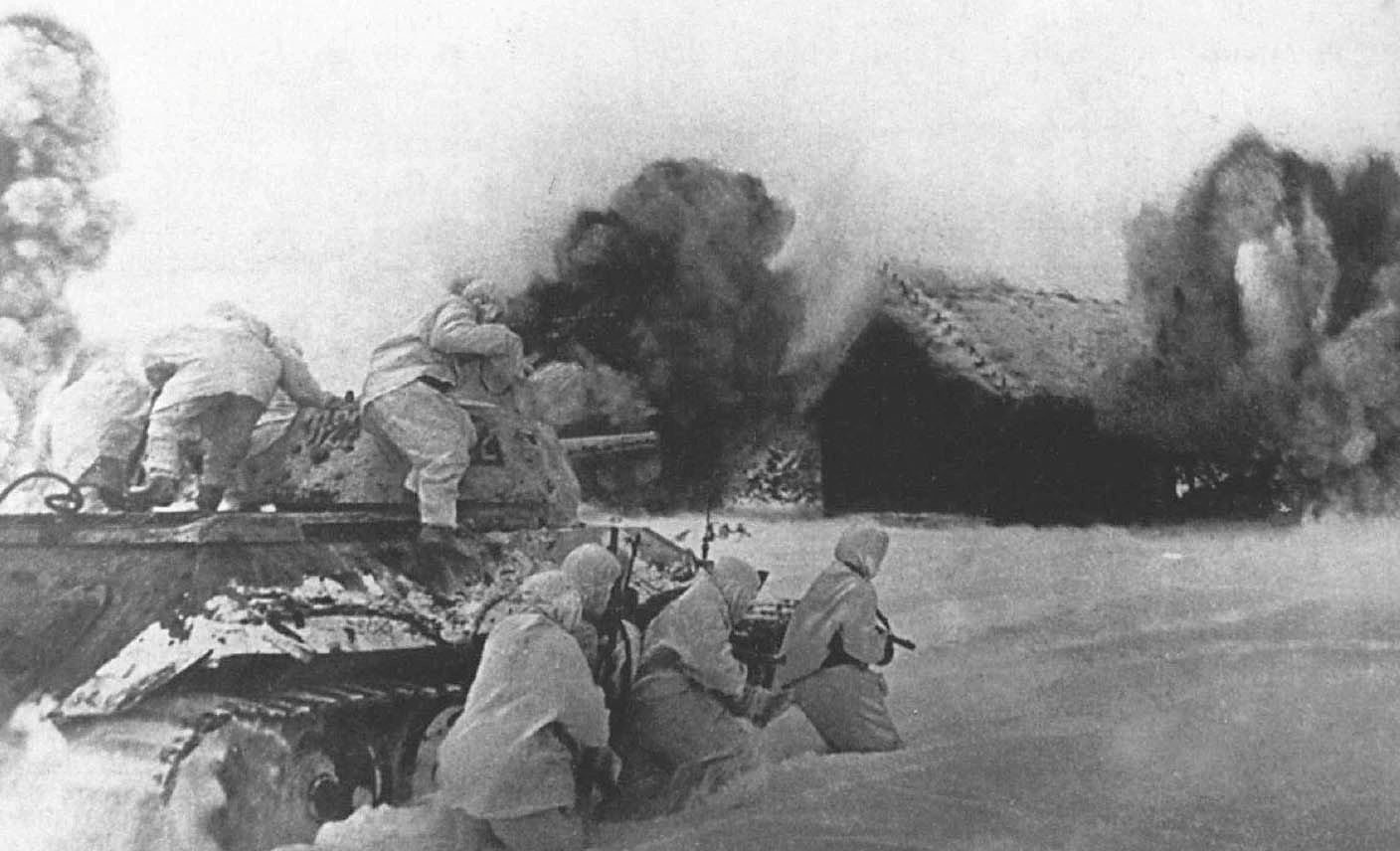
Т-34 с танковым десантом атакует занятую противником деревню, Западный фронт (декабрь 1941)
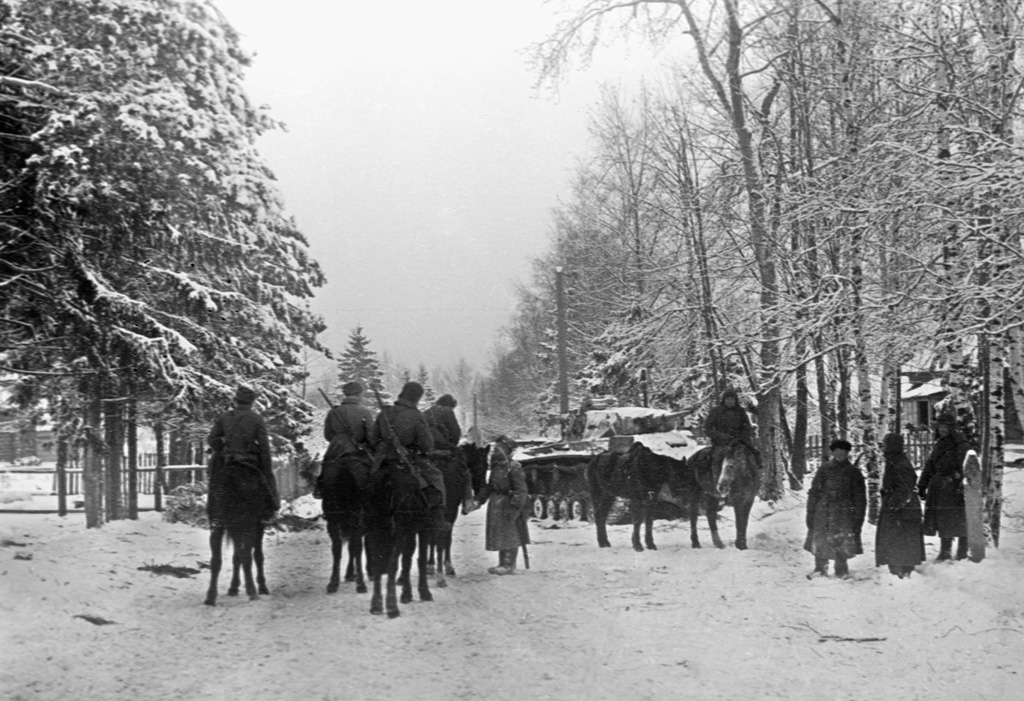
Конный патруль на улице деревни Крюково под Москвой (20 декабря 1941)

Позднее начальник политотдела 8-й гвардейской стрелковой дивизии П. В. Логвиненко был направлен комиссаром 19-го гвардейского стрелкового полка 8-й гвардейской стрелковой дивизии, затем — инструктором политотдела 7-й армии. П. В. Логвиненко — участник Курской битвы, освобождал Будапешт, войну закончил в Праге.
Участник советско-японской войны. По оценке командования, подполковник В. П. Логвиненко проделал большую работу в войсках армии по мобилизации личного состава на выполнение боевых задач на территории Монголии и Маньчжурии. В частности, 31 августа 1945 года, когда при форсировании реки Ляонхе затонул тягач-трактор 152-й артиллерийской бригады, а командование дивизиона прекратило работы по спасанию боевой техники, лично мобилизовал весь рядовой и офицерский состав и все стоящие у переправы автомашины, в результате чего трактор был вытащен из воды. Был награждён третьим орденом Красного Знамени (12 сентября 1945).
После войны с июля 1946 года по апрель 1950 года — заместитель Военного комиссара КазССР по политической части.
В 1963 году переехал в город Зеленоград Московской области, где работал начальником отдела кадров в НИИ физических проблем им. Ф. В. Лукина (НИИФП), участвовал в создании ветеранских организаций Зеленограда. Снялся в одном из эпизодов фильма «Двадцатилетие великого подвига» (Празднование 20-летия Победы советского народа) в 1965 году.
3 октября 1966 года принимал участие в торжественной церемонии по переносу из братской могилы на 40-м километре Ленинградского шоссе праха неизвестного солдата, который был предан земле возле стены Московского Кремля в Александровском саду.
Умер 27 января 1993 года в Зеленограде, похоронен на Зеленоградском кладбище.

## Награды
Советские государственные награды:
- три ордена Красного Знамени (1938, к 10-летию Красной Армии; 7 ноября 1941[3], 12 сентября 1945[12]);
- два ордена Отечественной войны I степени (8 ноября 1944[17], 6 апреля 1985[18]);
- орден Отечественной войны II степени (4 ноября 1943[19]);
- два ордена Красной Звезды.

Почётный гражданин Волоколамского муниципального района.

## Память
16 мая 2006 года в честь П. В. Логвиненко названа улица в Зеленограде, на ней установлена мемориальная доска.
Экспонаты, повествующие о П. В. Логвиненко, хранятся в Государственном Зеленоградском историко-краеведческом музее, а также в школьных музеях боевой славы Зеленограда.

## Оценки и мнения
Бывший командир 1073-го (Талгарского) полка 8-й гвардейской Краснознамённой имени И. В. Панфилова стрелковой дивизии Бауыржан Момыш-Улы:

Крюково было последним рубежом на подступах к столице. Наш полк находился в центре с задачей не пустить фашистов в Крюково, дрались за каждый дом: 18 часов непрерывного боя в лютую стужу! Надо признать, что в связи с моим ранением основная тяжесть практического командования полком легла на плечи нашего комиссара Петра Васильевича Логвиненко. Этот героический, смелый человек в нужный момент не умел жалеть себя, буквально метался по переднему краю и в горниле боёв уцелел чудом.